# Alberto Arantes
Pour les articles homonymes, voir Arantes.
Alberto Arantes (1939-1991) fut un chef d'orchestre et arrangeur brésilien.

## Biographie
Il fut l'un des plus grands arrangeurs de la Música Popular Brasileira (musique populaire brésilienne), avec une prédilection particulière pour la flûte. Il écrivit des arrangements célèbres pour des quartets de flûte et une série de thèmes folkloriques pour flûte et piano.
Sa dernière œuvre fut Pot-Pourri Brasileiro, écrit en 1990, à la demande de Celso Woltzenlogel, qui cherchait un arrangement marquant pour clore ses récitals de musique brésilienne. Carinhoso, Garota de Ipanema, Duda no Frevo, Mulher Rendeira (pt) et Brasileirinho furent les thèmes choisis pour cette pièce.